# 955 Alstede
955 Alstede là một tiểu hành tinh bay quanh Mặt Trời.